# 城东街道 (南通市)
城东街道，是中华人民共和国江苏省南通市崇川区下辖的一个乡镇级行政单位。

## 行政区划
城东街道下辖以下地区：
德民社区、小石桥社区、新桥苑社区、南园社区、东大街社区、板桥社区、友谊社区、郭里园社区、北郭社区和濠东社区。